# Титов, Алексей Викторович
Алексей Викторович Титов (род. 12 июля 1977) — российский хоккеист, защитник.

## Биография
Профессиональную карьеру провёл в петербургских командах низших лиг «СКА-2» (1992/93 — 1997/98) и «Спартак» (1997/98 — 1999/2000). В феврале — марте 1997 года сыграл три матча за СКА в РХЛ.
В дальнейшем — игрок любительских ХК Медведицкого (2001/02) и «Компрессора» (2003/04).